# Moor-Goldeule
Die Moor-Goldeule (Syngrapha microgamma), früher auch als Torfmoor-Silbereule bezeichnet, ist ein Schmetterling (Nachtfalter) aus der Familie der Eulenfalter (Noctuidae).

## Merkmale

### Falter
Die Falter der Moor-Goldeule gehören mit einer Flügelspannweite von 27 bis 34 Millimetern zu deren kleineren Vertretern der Goldeulen. Auf den Vorderflügeln herrschen graue Färbungen, zuweilen mit einer leicht violetten Tönung vor. Sie zeigen ein charakteristisches silberweißes Zeichen, etwa in Form des Buchstaben Gamma aus dem griechischen Alphabet. Dieses Gamma-Zeichen ist am unteren Ende stark bauchig und am oberen Ende schmal und deutlich auseinander laufend. Ring- und Nierenmakel sind schwach weißlich umrandet, heben sich aber kaum vom Untergrund ab. Das untere Mittelfeld und das Saumfeld sind schwarzgrau. Die Hinterflügel sind gelb mit einer relativ breiten schwarzen Saumbinde. Der Thorax ist pelzig behaart und mit einigen Haarbüscheln versehen. Der Saugrüssel ist gut entwickelt.

### Raupe
Erwachsene Raupen sind von dunkler violettbrauner Farbe und zeigen einen leichten weißlichen Schimmer. Sie haben dunkle Rücken- und Nebenrückenlinien, schwefelgelbe Seitenstreifen, schwarze Stigmen und einen kleinen hell rotbraunen Kopf.

### Puppe
Von der schwärzlichen Puppe heben sich helle Segmenteinschnitte ab.

### Ähnliche Arten
- Hochenwarths Goldeule (Syngrapha hochenwarthi) unterscheidet sich durch eine vornehmlich bräunliche Grundfarbe auf den Vorderflügeln und eine schmalere schwarze Saumbinde auf den Hinterflügeln.
- Syngrapha devergens unterscheidet sich durch eine stark gezackte Wellenlinie auf den Vorderflügeln und eine schmalere schwarze Saumbinde auf den Hinterflügeln.

Bei beiden vorgenannten Arten liegen die schmalen Ausläufe im oberen Teil des Gamma-Zeichens dichter beieinander als bei der Moor-Goldeule.

## Geographische Verbreitung und Lebensraum
Die Nominatform Syngrapha microgamma microgamma kommt in feuchten Gegenden in Nord-, Ost- und Mitteleuropa lokal vor, kann aber an eng begrenzten Plätzen durchaus zahlreich auftreten. Sie ist auch in den Gebirgsregionen Zentralasiens und in Kamtschatka vertreten. In Kanada und den USA lebt die ssp. Syngrapha microgamma nearctica. Deren Verbreitungsgebiet erstreckt sich in Ost-West-Richtung in einem breiten Gürtel von Labrador bis nach British Columbia sowie bis Michigan, Wisconsin und Colorado im Süden. Hauptlebensraum der Art sind Hochmoore, Torfmoore und sumpfige Wiesen.

## Lebensweise
Die Falter der Moor-Goldeule bilden eine Generation pro Jahr, deren Hauptflugzeit in den Monaten Mai und Juni liegt. Sie fliegen überwiegend am Tage im Sonnenschein und saugen gerne an Blüten, beispielsweise an Sumpfporst (Rhododendron tomentosum) und ruhen an Baumstämmen oder Zweigen. In der Nacht besuchen sie nur selten künstliche Lichtquellen. Die Raupen ernähren sich bevorzugt von den Blättern verschiedener Weiden- (Salix) und Heidelbeerarten (Vaccinium). Sie treten ab dem Juli auf, überwintern und verpuppen sich im Frühjahr des folgenden Jahres in einem weißgrauen Gespinst.

## Gefährdung
Die Art wurde in einigen östlichen Regionen Deutschlands im 20. Jahrhundert gefunden, ist aber inzwischen dort nicht mehr heimisch und wird auf der Roten Liste gefährdeter Arten Deutschlands als verschollen geführt.